# Tupolev MTB-1
Tupolev MTB-1 (tên gọi ban đầu là MDR-4 và định danh nội bộ của Tupolev là ANT-27) là một loại tàu bay tuần tra chế tạo ở Liên Xô vào giữa thập niên 1930. Nó là phiên bản làm lại của loại máy bay Chetverikov MDR-3 không thành công trước đó.

## Quốc gia sử dụng
Liên Xô
- Không quân Hải quân Xô viết

## Tính năng kỹ chiến thuật (MTB-1)
Đặc điểm tổng quát
- Chiều dài: 21,9 m (71 ft 10 in)
- Sải cánh: 34,9 m (114 ft 6 in)
- Diện tích cánh: 177,5 m2 (1.910 ft2)
- Trọng lượng rỗng: 10.521 kg (23.195 lb)
- Trọng lượng có tải: 16.250 kg (35.825 lb) mỗi chiêc

Hiệu suất bay
- Vận tốc cực đại: 225 km/h (140 mph)
- Tầm bay: 2.000 km (1.250 dặm)
- Trần bay: 4.470 m (14.660 ft)
- Vận tốc lên cao: 3,1 m/s (610 ft/phút)

### Chuỗi định danh
- MDR-2 - MDR-3 - MDR-4 - MDR-5 - MDR-6 - MDR-7
- MTB-1 - MTB-2
- ANT-24 - ANT-25 - ANT-26 - ANT-27 - ANT-28 - ANT-29 - ANT-31

### Danh sách
- Danh sách máy bay quân sự giữa hai cuộc chiến tranh thế giới
- Danh sách máy bay trong Chiến tranh Thế giới II